# Формат файлу зображення ART
ART — це власний формат файлу зображень, який використовується здебільшого службою America Online (AOL) та клієнтським програмним забезпеченням .

## Технічні деталі
Формат ART (розширення файлу «.art») містить одне нерухоме зображення, яке було сильно стиснуто . Формат був розроблений для полегшення швидкого завантаження зображень, серед іншого. Спочатку стиснення було розроблено компанією Johnson-Grace Company, яку потім придбала AOL. Коли зображення перетворюється у формат ART, зображення аналізується, і програмне забезпечення вирішує, який метод стиснення буде найкращим. Формат ART має схожість із прогресивним форматом JPEG, і певні атрибути формату ART можуть призвести до того, що якість зображення буде принесена в жертву заради стиснення зображення (наприклад, колірна палітра зображення може бути обмежена).

## Використання AOL
Служба AOL використовувала формат зображення ART для більшої частини презентації зображень онлайн-сервісу. Крім того, веббраузер клієнта AOL також автоматично обслуговував такі зображення у форматі ART, щоб досягти швидшого завантаження на повільніших комутованих з'єднаннях, які були поширені в ті часи. Це перетворення виконувалось на проксі-серверах AOL і за бажанням користувач міг вимкнути його. Цей процес перетворення зображень ефективно скорочував час завантаження файлів зображень. Ця технологія колись називалася Turboweb, а тепер відома як AOL TopSpeed.

## Програмна підтримка АРТ
Програмне забезпечення Graphic Workshop Professional від Alchemy Mindworks Corp. підтримує файли ART. (З пізнішими версіями програмного забезпечення Graphic Workshop Professional для цієї підтримки потрібен плагін ART від Alchemy Mindworks.) Для платформи Windows 2000 Microsoft випустила оновлення AOL Image Support Update, яке додало підтримку зображень ART. Станом на червень 2006 року браузер Internet Explorer більше не підтримував файли ART, коли Microsoft випустила оновлення безпеки. Серед іншого, це оновлення вилучило підтримку файлів ART з браузера Internet Explorer, щоб запобігти проблемам, коли недійсні дані ART можуть призвести до несподіваного завершення роботи програмного забезпечення Internet Explorer. Файл ART, відкритий за допомогою програми перегляду зображень AOL, можна зберегти як інший тип файлу. Програмне забезпечення Mfg. Delcam (дочірня компанія Autodesk) має продукт під назвою Artcam, який використовує розширення файлу ART для створення файлів CAD/CAM.